# Paragi Ferenc
Paragi Ferenc (Budapest, 1953. augusztus 21. – 2016. április 21.) atléta, gerelyhajító. 1980 és 1983 között ő tartotta a férfi gerelyhajítás világcsúcsát.

## Pályafutása
A kor egyik legnagyobb dobója, az olimpiai bajnok és világcsúcstartó Németh Miklós mellett versenyzett. Paragi ötször nyert magyar bajnoki címet gerelyhajításban. Nagy nemzetközi versenyen viszont nem ért el dobogós eredményt, bár többször is remekelt a selejtezőkben, a döntőkben nem tudott hasonló dobásokat mutatni.
Nemzetközi debütálása már magyar bajnokként az 1976-os olimpián volt, ahol a selejtezőben 77,48 métert dobott. Mivel a selejtezőszint 79 méter volt, nem jutott döntőbe, összesítésben a 20. helyen végzett. 1978-ban a prágai Európa-bajnokságon viszont megnyerte a selejtezőt, a döntőben azután hét méterrel kevesebbet tudott csak, így a kilencedik helyen végzett.
1980. április 23-án Tatán 96,72 méterrel megdöntötte Németh Miklós 94,58-as montréali világcsúcsát, ezzel a közelgő moszkvai olimpia egyik nagy esélyesévé lépett elő. néhány héttel később, május 18-án ismét hatalmasat dobott, a 96,20 méter csak centikkel maradt el saját rekordjától és minden idők második legnagyobb dobása volt. Az olimpia mégsem úgy sikerült, ahogy szerette volna. A selejtezőben az első dobását rontotta, a másodikkal pedig csak a mezőny utolsó helyein állt. Az utolsó sorozatban dobott 88,76 méter viszont fölényesen a legjobb dobás volt az egész selejtezőben. A döntőben ezúttal sem tudta megismételni a korábbi jó eredményt, térdfájással küszködve 79,52 méteres dobásával csak a tizedik lett, miközben selejtezős eredménye bronzérmet ért volna számára.
Bár három évben is volt 90 méter feletti eredménye, ezeket mindig kisebb versenyeken érte el, a nagy versenyeken ezekkel biztosan érmet szerzett volna, ami így kimaradt pályafutásából. Világcsúcsát 1983. május 15-én az amerikai Tom Petranoff döntötte meg 99,72 méterrel.

## Eredményei
- Világcsúcs: 96,72 méter (1980)
- 5-szörös magyar bajnok (1975, 1976, 1977, 1979, 1982)
- Az év magyar atlétája (1979)